# ジューク/フットワーク
ジューク/フットワーク（英: Juke/Footwork）とは、アメリカのイリノイ州シカゴを発祥とするエレクトロニック・ダンス・ミュージックとダンスのムーヴメントを総称したものである。
1990年代のシカゴ（主に市街南部と西部）を中心に発展したが、2010年代にイギリスや日本を通じてクラブミュージックシーンにも普及が進んだ。現在では、アメリカ国内ではシカゴとロサンゼルス、アメリカ国外では日本、イギリス、ドイツなどでシーンが形成されている。
後記されている特有のダンスとの関係が非常に独特かつ密接で、音楽とダンスが相互に影響し合い発展し続けていることも、近年のクラブミュージックのジャンルの中でも特異な位置を占めている要因である。

## 特徴
1980年代にシカゴ西部にて生まれたハウスレーベル「ダンスマニア」のリリース群から派生した、ゲットーハウスが進化し、テクノ、ヒップホップ、ベース・ミュージックの要素を吸収して発展していった。ジューク／フットワークのルーツとしては、DJ Deeon、DJ Funk、Jammin' Gerald、Paul Johnson、DJ Milton、DJ Slugo、Robert Armaniらの名前が頻繁に挙げられる。RP Boo、DJ Rashad、DJ Spinn、Traxman、DJ Clentら、現在シカゴフットワークの最前線で活躍するベテランの多く、も、ダンスマニアの音楽性をルーツにもち、皆ゲットーハウスの制作からそのキャリアをスタートさせている。
フットワークの音楽的な特徴として、ベースの重低音や3連符を基調にした複雑なリズムなどがあげられる。
多くのダンスミュージックと異なり、同一のトラックメイカーの楽曲でも、曲ごとのリズムが一定ではなく、多彩多層な構造を持った曲構成で、かなりバラエティに富む。近年では、ジャングル／ドラムンベースとの融合を果たした「フットワークジャングル」、ブラジルの土着ダンス音楽・バイレファンキと融合した「バイレフットワーク」、その他ブレイクコア、グライム、Lo-Fiハウスなど、様々な音楽スタイルと融合を繰り返し、オリジナルのシカゴフットワークとは離れ、音楽性は自由に拡大している。
また、シカゴ・ハウスの系譜に連なる特徴として、“Jack”（のっとり）文化が踏襲されている。シカゴで“Juked Out” と呼ばれている手法は、ヒットチャートのポップ・ミュージックをサンプリング、多くの場合は原曲のまま使用し、BPMやビート部分をJuke（主にイーブンキックの高速ハウスビートや、2拍4拍にクラップの入ったゲットーテック）に換骨奪胎するスタイルもポピュラーである。多くは安易な曲構成のため、純粋なフットワークと比べ、やや色物扱いされる傾向にある。
シカゴハウスの伝統でもある、下品かつゲットーなボイスサンプルの使用など、一般的なヒップホップとは一線を画したサンプリング文化もかいま見ることができる。黒人のSNSなどでミーム化したギャグ動画や、有名人のバカ発言など、ユーモアやダーティな笑いをネタにしたトラックも少なくなく、黒人文化に通底す「キツめのジョーク」をおもしろおかしく表現するフォーマットとしても機能している。
特筆すべきポイントとして、ダンスとの関係がある。90年代にハウスダンスや“ジューキング”から派生した、ジューク/フットワーク音楽と非常に濃密な関連性をもつダンス “シカゴフットワーク (Footworking)” 。大半の場合、源平形式でチームに分かれ、足技を中心にした高速ダンスでスキルを競う。シカゴ市内西部および南部のバトル会場（南部のBattlegroundzやWar Zone、Terra Domeなど）や公民館、ストリートで盛んに行われている。また、クラブイベントなどでは、しばしば「サークル」と呼ばれる円形のスペースが形成され、ダンサーが思い思いに飛び込み、フリースタイルを観客に見せつけるスタイルも一般的。

## アーティスト

### 日本国外
- DJ Rashad（英語版）
- DJ Spinn
- TRAXMAN
- RP BOO
- DJ CLENT
- TASO
- DJ GANT-MAN
- DJ MANNY
- DJ EARL
- DJ TAYE
- DJ SIRR TMO
- DJ PHIL
- DJ TRE
- HAVEE
- BOYLAN
- DJPJ
- DJ MAGIC MYKE
- DJMC
- DJ C-BIT
- DJ ROC
- EQ WHY
- DJ ROME
- K.LOCKE
- CROSSFIRE
- DJ ACEY
- DJ FRED
- DJ MOUSE
- FROST
- DJ OREO
- DJ PAYPAL
- DJ Mastercard
- DJ Orange Julius
- DJ CHAP
- ADDISON GROOVE

### 日本国内
- D.J.FULLTONO
- SHOKUHIN MATSURI aka FOODMAN
- D.J.G.O.
- サタニックポルノカルトショップ
- PAISLEY PARKS
- CRZKNY
- HAYATO 6GO
- GNYONPIX
- PICNIC WOMEN
- GUCHON
- BOOGIEMANN
- WEEZY
- FRUITY
- UNCLE TEXX
- DJ AFLOW
- SKIP CLUB ORCHESTRA
- DUBBY MAPLE
- HIROKI YAMAMURA
- 1NDV
- DJ SEKIS
- DJ DIKE
- ALCHINBOND
- SHITARABA
- KIMETEMASEN
- JUKE FONDE
- POIVRE
- TEDDMAN
- ITSUKI DOI
- 吉村元年
- KΣITO
- CRZKNY
- 食品まつり a.k.a foodman

- 小森隼{GENERATIONS from EXILE TRIBE}

## ダンサー

### シカゴ
- Charles “King Charles” Parks
- Prince J-Ron
- King AG
- Frost
- Lil Devin
- KEMO
- Katt Williams
- LIGHTBULB
- TJ

### 日本
- Takuya aka LiL HaVoC
- Weezy THE ERA
- Yamato
- Re9
- Murakey
- Junya
- Mitani
- Kata Footwork Club

## クルー
- TEKLIFE[注釈 1]
- TH王RA[注釈 2]
- MALL MUSIC[注釈 3]
- BOOTY TUNE[注釈 4]
- Nu NuLAX NuLAN[注釈 5]
- PAISLEY PARKS[注釈 6]
- DUBLIMINAL BOUNCE[注釈 7]
- SHINKARO[注釈 8]